# Pranas Dovydaitis
Pranas Dovydaitis (2 de dezembro de 1886 Runkiai - 4 de novembro de 1942 Sverdlovsk, RSFSR) foi um político lituano, primeiro-ministro da Lituânia, professor, enciclopedista e editor. Foi um dos signatários da Declaração de Independência da Lituânia. Foi executado num gulag da União Soviética em 1942.